# Rögle kloster
Rögle kloster, eller Sankt Dominikus kloster - dominikansystrarna i Rögle, är beläget mellan Södra Sandby och Dalby cirka tio kilometer öster om Lund. Klostret öppnade 1956. De 5-8 systrarna bedriver gästhemsverksamhet för dem som söker ro och vila, tystnad eller bön.

## Historik
Dominikanorden stiftades 1216 av den spanske prästen Domingo de Guzmán i södra Frankrike och spreds sedan snabbt till andra platser i Europa. Redan 1223 upprättades ett dominikankloster i Lund, det första i Norden. Vid reformationen på 1500-talet förbjöds dock klosterverksamhet i Skandinavien. 1947 grundade dominikanbröder ett konvent i Lund som bland annat drev ett internat för katolska pojkar som gick i skola i staden. Till Lund kom detta år också tre systrar från dominikanklostret Les Tourelles i franska Montpellier för att hjälpa till med internatet. 1956 köpte man en fastighet i Rögle öster om Lund för att kunna bilda ett nunnekloster. Ytterligare två systrar från Montpellier anslöt sig till gruppen och den 17 december 1956 flyttade man in i Rögle. Invigningen av Rögle kloster skedde den 9 mars 1957 även om det av juridiska skäl då inte kunde kallas kloster. Det var först 1976 som det blev tillåtet att utan särskilt tillstånd bilda kloster i Sverige.
Fastigheten man köpte bestod av tre byggnader uppförda kring sekelskiftet 1900 eller tidigare - ett boningshus, ett stall och en verkstad. Dessutom fanns en stor äppelodling, fyra hektar med 1 400 träd. Byggnaderna byggdes om under ledning av arkitekten Hans Westman och med tiden tillkom fler byggnader med hjälp av bidrag från dominikaner i andra länder. 2001 bands de flesta husen ihop till ett sammanhållet kloster. På ett tak sitter nu solcellspaneler.
Klostrets inkomster kom till att börja med från äppelodlingen och från det gästhem man drev från slutet av 1957. Runt 1960 började man även med äggproduktion. Man hade ett hönshus med plats för 1 600 hönor men avvecklade verksamheten redan efter ett par år eftersom den var olönsam. Hönshuset byggdes om till ett större gästhem med plats för tjugo gäster. I slutet av 1960-talet arrenderade man ut äppelodlingen. Klostrets inkomster har därefter kommit från gästhemsverksamheten, gåvor och den folkpension som några av systrarna får.

## Klosterliv
Det har sedan starten brukat bo 5-8 systrar i Rögle kloster. Några har kommit från Sverige men de flesta från andra länder. En av dem väljs av de andra till priorinna, föreståndare, för en treårsperiod och hon kan väljas om högst en gång. Ordensdräkten är vit med svart dok. Man har också haft noviser, postulanter och volontärer i klostret. Systrarna bor i små rum, två gånger två och en halv meter. Möblemanget består av säng, skrivbord och en stol.
I den gren av dominikanorden som Rögle kloster tillhör, Sainte Marie des Tourelles, finns sex kloster - moderklostret i Montpellier, ytterligare tre i Frankrike, ett kloster i Libanon och alltså Rögle. Kongregationen har en mer kontemplativ inriktning än andra dominikanerkloster. Man ägnar mycket tid åt bön. Liksom för andra dominikaner är studier viktiga.
Rögle kloster har stor kontakt med de andra klostren i kongregationen liksom med dominikanerbröderna i Lund. Dominikanorden är utåtriktad mot samhället. Dess formella latinska namn är Ordo (fratrum) praedicatorum (predikarorden), förkortat OP. I Rögle är det främst samhället som får komma till klostret. Alla är välkomna att bo i gästhemmet och att delta i gudstjänsterna.
Dagen för nunnorna börjar tidigt med bön i kapellet. Sedan följer arbete, måltider, bön och gudstjänster enligt ett schema. På eftermiddagen disponerar man sin egen tid en timme, med vila, promenad i skogen, läsning eller annat. Sista måltiden äts kvart över sex. Mellan sju och åtta är man åter ledig och kan exempelvis titta på tv-nyheterna. Aftonbön och tyst bön i kapellet avslutar den gemensamma dagen.
Gästhemsverksamheten tar en stor del av arbetstiden. Klostret tar ofta emot studiebesök från föreningar, skolor mm.
En dag i veckan har man reträtt. Då har man inga gemensamma måltider och pratar inte med varandra. Man kan också lämna klostret den dagen. Man har även fyra veckor ledigt varje år då man kan passa på att åka till sitt hemland och träffa släkt och vänner.

## Gästhem
Rögle kloster driver sedan starten ett gästhem för dem som söker ro och vila, tystnad eller bön. Man är noga med att det inte är ett vandrarhem man driver utan just ett ställe för stillhet och ro. Det är det tidigare hönshuset som blivit omgjort till tretton små och enkelt möblerade rum. Toalett och dusch finns i korridoren. Gästerna har en egen matsal men är välkomna att delta i bön och gudstjänster i kapellet och att besöka och läsa böcker i det mycket omfattande biblioteket. Där finns mer än 10 000 böcker, mest kristen litteratur men också annan skön- och facklitteratur. Till gästhemmet kommer både enskilda gäster och grupper, både män och kvinnor i alla åldrar även om de flesta är ganska unga. Gästhemmet är stängt på måndagar då nunnorna har sin tysta och stilla dag.
I början av 1980-talet stämdes klostret. Det sades i stämningsansökan att man bedrev olaglig hotellverksamhet, men man friades av Lunds tingsrätt. Man hade inte sökt hotelltillstånd och ville inte heller göra det, eftersom man då skulle blivit tvungen att föra register över sina gäster.

## Skönlitteratur och biografier
Rögle kloster figurerar i skönlitteratur och memoarer:
- Lundberg, Andreas (2019). Ofarbar tystnad. Andra delen i en romantrilogi. Huvudpersonen försöker ta sig ur tablett- och alkoholberoende. Han erbjuds uppehälle på klostret mot arbete för kost och logi.[7]
- Sofie, syster, O.P. (2015). Vilket himla liv. Syster Sofie berättar om sitt liv i klostret.[8]
- Ström, Eva. ”Från klostret”. Södra magasinet. (Skånes författarsällskap). ISSN 0284-3072. 1987: sid. 56-60. Novell om en veckas vistelse i gästhemmet.